# Vincenzo Lorenzoni
Vincenzo Lorenzoni (Borgo Maggiore, 11 novembre 1583 – Città di San Marino, 27 ottobre 1664) è stato un notaio e politico sammarinese.
Discendente da un'antica famiglia sammarinese di Borgo, fu per cinque volte eletto Capitano reggente, suprema magistratura della Repubblica di San Marino: nell'aprile del 1646, 1651, 1656, 1660 e 1664.